# 13704 Aletesi
13704 Aletesi è un asteroide della fascia principale. Scoperto nel 1998, presenta un'orbita caratterizzata da un semiasse maggiore pari a 3,0468441 UA e da un'eccentricità di 0,1262589, inclinata di 5,63760° rispetto all'eclittica.